# Les Fiançailles de Triermain
Les Fiançailles de Triermain ou la vallée de Saint-Jean, également connu sous le titre  : Le Mariage de Triermain (en anglais, The Bridal of Triermain or The vale of St. John. In three cantos), est un poème narratif rimé et une romance en trois chants de Sir Walter Scott. Publié à Édimbourg chez John Ballantyne & Co. et à Londres chez Longman & Co., il est paru anonymement en 1813.
Le poème célèbre les exploits d'un chevalier errant - Sir Roland de Vaux, baron de Triermain, fief situé dans le Cumberland, au nord-ouest de l'Angleterre - qui tente de secourir (dans l'espoir de l'épouser) une belle jeune fille, Gyneth. Fille illégitime du roi Arthur et de Guendolen, Gyneth se rend à quinze ans auprès des chevaliers de la table ronde pour revendiquer sa filiation et, tentatrice, provoque en carnage en s'offrant au plus grand chevalier. Merlin l'Enchanteur l'emprisonne dans un château enchanté jusqu'à ce qu'un chevalier intrépide la délivre et réclame sa main. Cinq siècles s'écoulent jusqu'à l'arrivée de Roland de Vaux.
Seul un chevalier assez courageux et noble pour surmonter les tentations qui se présentent aux prétendants pour les distraire ou les détourner de leur mission (la peur, la richesse, le plaisir, la fierté).